# Полице (станция электрички)
«Полице» — грузовая железнодорожная станция и планируемая конечная пассажирская станция Щецинской метрополийной электрички. Расположится в городе Полице, в округу Грифитовском. Открытие реконструированной станции запланировано на 2022 год.

## Проектирование
В рамках модернизации станции Полице планируется: передвинуть платформы на 50 метров на юг, построить два новые надземные переходы, реконструировать прилегающие улицы и построить стоянку для автомобилей, велосипедов и для такси.